# 内浦湾地震
内浦湾地震（うちうらわんじしん）とは、2016年（平成28年）6月16日14時21分ごろに北海道南部の内浦湾を震源として発生した地震。規模はM（マグニチュード）5.3、最大震度は6弱。
規模はそれほど大きくない地震だったが、震源が浅かったため、震源付近では大きな揺れを観測した。

## 概要
観測された震度が最大だったのは函館市川汲町。6月20日の消防庁の報告によれば、函館市で軽傷1名、住家一部破損3棟の被害が生じていた。この地震の余震とみられる6月21日午前0時10分頃の地震の後、南茅部総合センターに川汲町住民ら16人が避難した。気象庁はこの地震に対して緊急地震速報（警報）を北海道の渡島地方と胆振地方と檜山地方と後志地方（西部）と石狩地方（南部）、青森県の下北と三八上北と津軽（北部）に発表した。
震源の深さは11キロメートルで、発震機構は北東-南西方向に圧力軸を持つ逆断層型。Hi-netによる初動解、およびF-netのCMT解によれば発震機構は横ずれ成分を含む逆断層型と推定されるとしている。
国土地理院の電子基準点のデータの解析では、本地震による有意な地殻変動は検出されなかった。本地震の震源付近ではこの地震以前からまとまった地震活動があり、地震活動は7月以降も続いた。過去にもこの地域では1978-1982年の函館沖、1995-1997年頃の松前沖と同程度の規模の地震がまとまって発生する傾向にあった。
海上保安庁では14時21分頃の地震発生から3分後の14時24分に首相対策室・海上保安庁対策本部を設置、15時までに巡視艇、航空機による被害情報調査指示のほか各種協議・調査を開始し、17時45分までに全ての協議・調査を終了した。

## 震度
函館市川汲町で震度6弱、函館市泊町で震度5弱などが観測された。函館市で震度6弱が観測されたのは統計開始以来初とマスコミは報じた。北海道でも震度6弱が観測されたのは2003年の十勝沖地震以来だった。
震度4以上の揺れを観測した地域は以下の通り。
| 震度 | 都道府県 | 観測点名                                                             |
| ---- | -------- | -------------------------------------------------------------------- |
| 6弱  | 北海道   | 函館市川汲町                                                         |
| 5弱  | 北海道   | 函館市泊町                                                           |
| 4    | 北海道   | 函館市尾札部町・函館市新浜町・函館市西ノ浜町・七飯町本町・鹿部町宮浜 |
| 4    | 青森県   | 大間町大間（旧）・風間浦村易国間                                     |

本地震は最大震度6弱を観測したが、気象庁の推計震度分布図では震度6弱の領域はわずか4メッシュにとどまる。また1872年からの長い観測統計期間を有する同じ函館市内の函館地方気象台（函館市美原）の計測震度は3.1（震度3）であった。京都大学建築学科の境有紀は、計測震度は極短周期の地震波が卓越した地震で高震度が出やすいとしている。境は高震度側では建造物の被害を重視すべきとしており、計測震度で5.8（6弱）となるK-NET南茅部（函館市川汲町）の観測点でも、0.2秒程度の極短周期の弾性加速度応答が卓越し、被害を与える1-2秒の周期成分が小さく、境が提案する建造物被害を重視した震度では5弱となる。

### 註釈
1. ↑  この統計期間に震度の観測法や観測点の密度は大きく変わっているため、1996年以前と以降では「最大震度」は同列には扱えない（防災科学技術研究所,地震の基礎知識・大きな地震と小さな地震）。
2. ↑  函館市川汲町（防災科学技術研究所, K-NET南茅部）および函館市泊町（防災科学技術研究所, K-NET戸井）は共に、計測震度計の設置は1996年6月。KiK‑net, K‑NET観測点一覧, また、気象庁の震度データベース検索に「函館市川汲町」および「函館市泊町」が現れるのは、北海道地方を中心にK-NETの146地点が気象庁の発表地点に追加された2006年以降である（“震度情報の発表について－ K-NETによる震度データの活用 －”.   気象庁 (2006年2月17日). 2024年6月4日閲覧。）。
3. ↑  推計震度分布図は1 kmメッシュ（東西45″,南北30″）気象庁, 推計震度分布図について
4. ↑  現在の場所（函館市美原）で観測開始したのは1940年。沿革「日本最初の気象観測所」
5. ↑  1995年以前は震度観測点が気象官署の160点程度であったものが、1995年兵庫県南部地震を期に1996年以降地震観測網が充実され震度観測点が数千ヶ所となり最大震度が大きく出やすい傾向にある。